# 慕容凤
慕容凤（360年—？），五胡十六国后燕宗室，慕容桓的儿子。
370年，前燕灭亡时，慕容凤十一岁，暗怀复仇之志，鲜卑、丁零有气干之人倾身与他结交。权翼见到后对他说：“小孩子正以才能、名望自我表现，不要学你父亲不识天命。”慕容凤面容严厉，说：“先父想表现忠诚而没能如愿，这是人臣之节；君侯之言，岂是奖掖后辈之意。”权翼脸色变化，称谢离开，对前秦天王苻坚说：“慕容凤慷慨有才能、气度，但狼子野心，恐怕终也不会被我所用。”
383年，淝水之战后，慕容凤和前燕旧臣的儿子燕郡人王腾、辽西人段延等，各率部曲家兵归附反抗前秦而起兵的翟斌。平原公苻晖派武平武侯毛当讨伐翟斌。慕容凤表示要为先王雪耻，请求为翟斌斩杀氐奴。身披铠甲，一往直前，丁零的兵随其后，大败秦军，斩杀了毛当。384年，慕容凤、王腾、段延劝翟斌尊奉慕容垂为盟主。于是翟斌率兵与慕容垂会合，劝慕容垂称帝王。慕容垂自称大将军、大都督、燕王，任命慕容凤为建策将军。后封宜都王、冠军将军。
慕容凤每逢战斗都奋不顾身，参与大小战役二百五十七次，建立战功。慕容垂说：“如今大业刚成，你应首先自爱！”385年，让他做车骑将军慕容德为副，以抑制他的锐气。
394年，后燕灭西燕，慕容垂任命丹杨王慕容瓒为并州刺史，镇守晋阳，宜都王慕容凤为雍州刺史，镇守长子。396年五月十二日，慕容宝即位后，任命宜都王慕容凤为冀州刺史。397年正月二十二日，北魏进攻信都。正月二十四日夜晚，后燕宜都王慕容凤跳出城墙，逃往中山。正月二十五日，信都城向北魏投降。